# Sz. Egyed Emma
Sz. Egyed Emma [Névváltozat: Szabados] (Kőtelek, 1935. január 12. – Sopron, 2016. június 15.) magyar szobrász, éremművész.
A klasszikus természet elvű művészet képviselője. Elsősorban éremművészetéről ismert. Kiemelkedőek belső és külső tereket, épületeket ábrázoló alkotásai. Rendszeresen készített a Magyar Nemzeti Bank felkérésére emlékérme terveket.
1976 óta az Országos Érembiennálé Rendezőbizottságának tagja, Magyar Rajztanárok Országos Egyesületének alapító tagja (1985), a Benedek Elek Óvónőképző Főiskola nyugalmazott főiskolai tanára.

## Tanulmányai
- 1950–1954 Képző- és Iparművészeti Gimnázium, Budapest. Tanárai: Martsa István, Vígh Tamás
- 1954–1959 Magyar Képzőművészeti Főiskola. Mesterei: Pátzay Pál, Vígh Tamás.

## Kiállításai

### Csoportos kiállítások (válogatás)
- 1965 Magyar Képzőművészeti kiállítás, Műcsarnok, Budapest
- 1966 Stúdió '66, Ernst Múzeum, Budapest
- 1967 Észak-Dunántúli Képzőművészeti kiállítása, České Budějovice
- 1967 Jubileumi képzőművészeti kiállítás, Műcsarnok, Budapest
- 1967 Stúdió '67, Ernst Múzeum, Budapest
- 1968 Stúdió '58-68, Műcsarnok, Budapest
- 1968 Magyar Képzőművészeti kiállítás, Műcsarnok, Budapest
- 1970 Új művek, Műcsarnok, Budapest
- 1973 Budapest és az éremművészet, Magyar Nemzeti Múzeum, Budapest
- 1975, 1979-1991, 2003 Nemzetközi Dante Kisplasztikai Biennále, Ravenna
- 1977 óta minden Országos Érembiennále, Lábasház, Sopron
- 1977, 1979, 1983, 1987-2007 FIDEM Nemzetközi Éremművészeti Kiállítás
- 1977 Éremművészet '77, Csontváry Terem, Pécs
- 1979 A hódmezővásárhelyi Őszi Tárlatok negyedszázados jubileuma, retrospektív kiállítás, Műcsarnok, Budapest
- 1982 Az érem, Vigadó Galéria, Budapest
- 1984 Arcok és sorsok – Portrébiennále, Hatvani Galéria, Hatvan
- 1993 Modern Magyar Éremművészet, Magyar Nemzeti Galéria, Budapest
- 1995 Névjegy-érem, OTP Galéria, Budapest
- 2001 Szobrászaton innen és túl, Műcsarnok, Budapest
- 2001 Dante in Ungheria, Ravenna
- 2002 Trigonal, Wiener Neustadt
- 2002 Masaccio 600 Nemzetközi Éremkiállítás, Ein Vered (Izrael)
- 2002 25 éves a Nyíregyháza-Sóstó Nemzetközi Éremművészeti és Kisplasztikai Alkotótelep, Árkád Galéria, Budapest
- 2002 Mesterveretek Szabó Géza ötvösmester műhelyéből, Szegedi vár, Szeged
- 2003 Jelentés, a Magyar Szobrász Társaság kiállítása, Vigadó Galéria, Budapest
- 2003 Érem és irodalom, Petőfi Irodalmi Múzeum, Budapest
- 2003 Trigonal, Lábasház, Sopron; Palazzo Frangipane, Tarcento (I)
- 2004 A tizedik, a Magyar Szobrász Társaság jubileumi kiállítása, Szombathelyi Képtár, Szombathely

### Egyéni kiállításai (válogatás)
- 1966 Festőterem (Giczy Jánossal), Sopron
- 1967 Műcsarnok (Giczy Jánossal), Győr
- 1972 Tokaji Múzeum (Giczy Jánossal), Tokaj
- 1973 Pesterzsébeti Múzeum (Tóvári Tóth Istvánnal és Cziráki Lajossal)
- 1973 Szőnyeggyár, Sopron
- 1978 Liszt Ferenc Múzeum, Sopron
- 1979 Rábaközi Múzeum, Kapuvár
- 1979 Múzeum, Csorna
- 1979 Xantus János Múzeum, Győr
- 1980 Országos Érembiennále díjazottainak kiállítása, Lábasház, Sopron
- 1983 Xantus János Múzeum, Győr
- 1984 Liszt Ferenc Múzeum, Sopron
- 1985 Nádasdy Ferenc Múzeum, Sárvár
- 1986 Cukorgyár, Petőháza
- 1986 Gróf Esterházy Károly Múzeum (Giczy Jánossal), Pápa
- 1987 Múzeum, Csorna
- 1989 Arany János Múzeum, Nagykőrös

## Díjai, elismerései (válogatás)
- 1979 Országos Érembiennálé, Sopron, Szakszervezetek Országos Tanácsa-díj
- 1981 Nemzetközi Dante Kisplasztikai Biennále, Ravenna, Manzú érem
- 1985 Országos Érembiennále, Sopron, Civitas Fidelissima díj
- 1985 Nemzetközi Dante Kisplasztikai Biennále, Ravenna, különdíj
- 1987 Országos Érembiennále, Sopron, Rois Vilmos Alapítvány díja
- 1990 Vásárhelyi Őszi Tárlat, munkajutalom
- 1991 Nyíregyháza-Sóstói Nemzetközi Éremművészeti és Kisplasztikai Alkotótelep, Nyíregyházi Városi Galéria díja
- 1991 Hatvani Galéria, Arcok és sorsok – Portrébiennále bronz diploma
- 1993 Őszi Tárlat, Sopron, Perényi-díj
- 1993 Országos Érembiennále, Sopron, Civitas Fidelissima-díj
- 1995 Országos Érembiennále, Magyar Szobrász Társaság díja
- 1998 Őszi Tárlat, Sopron megyei Jogú Város Önkormányzatának díja
- 1998 Sopron kultúrájáért kitüntetés

## Közintézmények, alkotásaival

### Gyűjtemények (válogatás)
- Arany János Múzeum, Nagykőrös
- Báthory Múzeum, Nyírbátor
- Burgenlandisches Landesmuseum, Kismarton
- Centro Dantesco, Ravenna
- Helikon Kastély Múzeum, Keszthely
- Herman Ottó Múzeum, Miskolc
- Liszt Ferenc Múzeum, Sopron
- Magyar Nemzeti Galéria, Budapest
- Magyar Nemzeti Múzeum, Budapest
- Modern Magyar Képtár, Janus Pannonius Múzeum, Pécs
- Móra Ferenc Múzeum, Szeged
- Museum für Österreichische Volkskunde, Bécs
- MTA Zenetörténeti Múzeum, Budapest,
- Petőfi Irodalmi Múzeum, Budapest,
- Rábaközi Múzeum, Kapuvár
- Semmelweis Orvostörténeti Múzeum, Budapest
- Széchenyi István Emlékmúzeum, Nagycenk
- Szombathelyi Képtár, Szombathely
- Tornyai János Múzeum, Hódmezővásárhely
- Városi Galéria, Nyíregyháza
- Vay Ádám Múzeum, Vaja
- Xantus János Múzeum, Győr.

### Középületek (válogatás)
- Kurczweill Ferenc emléktábla (bronz, 1979, Sopron, Pozsonyi út 8.)
- Rauch András portré (bronz dombormű, 1979, Sopron, Templom u. 2.)
- Bartók Béla portré (bronz dombormű, 1982, Sopron, Pócsi u. 1-3.)
- Fáy András portré (bronz dombormű, 1984, Sopron, Fáy András Közgazdasági Szakközépiskola homlokzata)
- Széchenyi István portré (bronz dombormű, 1985, Nagycenk, Általános Iskola homlokzata)
- Liszt Ferenc (bronz dombormű, 1986, Sopron, Fő tér 8.)
- Széchenyi István portré (bronz dombormű, 1987, Győr, Széchenyi István Közlekedési és Távközlési Műszaki Főiskola)
- 250 éves iskolánk alapításának emlékére (bronz dombormű, 1989, Kőtelek, Általános Iskola)
- Dr. Nagy László portré (bronz dombormű, 1991, Sopron, Állami Szanatórium)
- Dr. Házi Jenő portré (bronz dombormű, 1993, Sopron, Házi Jenő u.)
- A Győri Királyi Katolikus Tanítóintézet II. világháborús hősi halottainak emléktáblája az Apáczai Csere János Tanítóképző Főiskola Gyakorló Általános Iskolájában (márványlap bronz domborművel, 1995, Győr, Gárdonyi u. 2-4.)
- Kossuth Lajos portré (bronz dombormű, 1996, Sopron, Ferenczi J. u. 2.)
- id. Storno Ferenc (bronz dombormű, 1997, Sopron, Bécsi út 25.)
- Szent Flórián (bronz dombormű, 1997, Szárföld, Római Katolikus Templom)
- Szabó Gyula portré (márványlapon bronz dombormű, 1998, Szárföld)
- Wälder József portré (bronz dombormű, 1998, Sopron, a Városháza homlokzata)